# Esme Morgan
Esme Beth Morgan (* 18. Oktober 2000 in Sheffield) ist eine englische Fußballspielerin. Sie spielte seit ihrer Jugend für den Manchester City WFC und seit 2022 für die englische Nationalmannschaft der Frauen. 2024 wechselte sie zu Washington Spirit.

## Werdegang

### Vereine
Morgan begann bei den Eccleshall Rangers mit dem Fußballspielen, wechselte dann aber zu Manchester City. Im September 2017 spielte sie erstmals für Manchester in der FA Women’s Super League als sie neun Minuten vor dem Spielende des ersten Saisonspiels gegen den späteren Absteiger Yeovil Town eingewechselt wurde.  In den nächsten sechs Spielen saß sie aber nur auf der Bank. Erst im Februar 2018 wurde sie wieder eingesetzt, dann stand sie aber sechsmal in der Startelf und spielte jeweils bis zum Spielende mit. Die Saison endete für ManCity mit der Vizemeisterschaft, wie auch die Saison 2018/19 in der sie sechsmal eingesetzt wurde. Zur Saison 2019/20 wurde sie an den FC Everton ausgeliehen. In der wegen der COVID-19-Pandemie vorzeitig abgebrochenen Saison hatte sie elf Einsätze und erzielte dabei auch ihr erstes Liga-Tor. Danach kehrte sie zu ManCity zurück und wurde in zwölf Saisonspielen eingesetzt. Zudem kam sie in fünf Spielen der UEFA Women’s Champions League 2020/21 zum Einsatz, die im Viertelfinale nach einer 0:3-Auswärtsniederlage und einem 2:1-Sieg gegen den späteren Gewinner FC Barcelona endete. Im zweiten Spiel der Saison 2021/22 erlitt sie einen Beinbruch, der sie für den Rest der Saison außer Gefecht setzte. Erst zur Saison 2022/23 war sie wieder einsatzbereit und wurde in 17 Spielen eingesetzt.
Im Juni 2024 erhielt sie einen Vierjahresvertrag bei Washington Spirit.

### Nationalmannschaften
Morgan durchlief die englischen Juniorenmannschaften ab der U-17. Im Mai 2017 nahm sie mit der Mannschaft an der U-17-Fußball-Europameisterschaft der Frauen 2017 teil, die aber für sie nach einem 5:0-Sieg gegen Irland durch zwei Niederlagen gegen die Niederlande und Norwegen vorzeitig beendet war. Im Oktober 2017 wurde sie im ersten Spiel der ersten Qualifikationsrunde zur U-19-Fußball-Europameisterschaft der Frauen 2018 gegen Kasachstan eingesetzt und erzielte ein Tor beim 9:0-Sieg. Die Endrunde verpassten sie dann aber durch eine Niederlage gegen Deutschland in der zweiten Runde im April 2018. Im August gehörte sie zum Kader für die U-20-Fußball-Weltmeisterschaft der Frauen 2018, wurde dort aber nicht eingesetzt. Für die U-19-Fußball-Europameisterschaft der Frauen 2019 konnte sie sich dann durch Turniersiege im Oktober 2018 in Kroatien und April 2019 in ihrer Heimat qualifizieren, wobei sie da Kapitänin ihrer Mannschaft war. Die Endrunde endete aber nach knappen Niederlagen gegen Deutschland (1:2) und Spanien (0:1) trotz eines 1:0-Sieges gegen Belgien vorzeitig, womit auch ihre Zeit in der U-19 endete.
Im Oktober 2022 wurde sie dann erstmals in der A-Nationalmannschaft eingesetzt. Beim torlosen Remis gegen Tschechien wurde sie in der 62. Minute eingewechselt. Beim 4:0-Sieg am 11. November 2022 gegen Japan stand sie dann in der Startelf und spielte über 90 Minuten. Vier Tage später wurde sie beim 1:1 gegen Norwegen zur zweiten Halbzeit eingewechselt. Einen weiteren 90-minütigen Einsatz hatte sie am 11. April bei der 0:2-Niederlage gegen WM-Cogastgeber Australien.
Am 31. Mai 2023 wurde sie als eine von 23 Spielerinnen für die WM-Endrunde in Australien und Neuseeland nominiert. Bei der WM kam sie aber nicht zum Einsatz.

## Erfolge
- WSL-Cup-Siegerin 2018/2019, 2021/2022 (jeweils ohne Finaleinsatz)
- Englische Pokalsiegerin 2018/2019, 2019/2020 (jeweils ohne Finaleinsatz)
- Europameisterin mit England (2025)